# Маёвка (Калининградская область)
Маёвка — посёлок в Черняховском районе Калининградской области. Расположен в одном километре к северу от города Черняховска (входит в его состав), на правом берегу реки Инструч. В посёлке расположен наиболее сохранившийся средневековый замок области.

## История
Посёлок был основан около крепости Орденсбурга. Стал известен благодаря разведению Тракененской породы лошадей.
С конца XIV века в посёлке существует конный завод «Георгенбург», созданный для разведения лошадей для рыцарей Тевтонского ордена.
Посёлок стал частью Советского Союза в 1945 году после Второй мировой войны и начал заселяться русскими. Тогда же поселение было переименован в Маёвку в честь праздника 1 Мая.

## Галерея
- Ныне отель
- Конезавод
- Конюшни конезавода
- Замок Георгенбург около 1860 года
- Карта Георгенбурга и окрестностей (около 1770 года)